# 弗箱シーモン
『弗箱シーモン』（どるばこシーモン、原題: Stop, Look and Listen）は、1926年のアメリカ合衆国の映画である。本作はラリー・シモンとオリヴァー・ハーディがタッグを組んだ最後の作品である。本作のフィルムは喪失されていたと考えられていたが、2020年に日本でフィルムの一部が見つかった。

## キャスト
- ラリー・シモン：ルーサー（Luther Meek）
- ドロシー・ドゥワン（英語版）：ドロシー（Dorothy）
- メアリー・カー：母親（ Mother）
- ウィリアム・ギレスピー（英語版）：ビル（Bill）
- ライオネル・ベルモア（英語版）：保安官(Sheriff）
- B.F. Blinn：市長（The mayor）
- ブル・モンタナ（英語版）：屈強な男（Strong Man）
- ベイブ・ハーディー ：座長[1]
- カーティス・マクヘンリー（英語版）：ポーター（Porter）
- ジョセフ・スウィッカード（英語版）：老役者（Old Actor）